# Nel van Lith

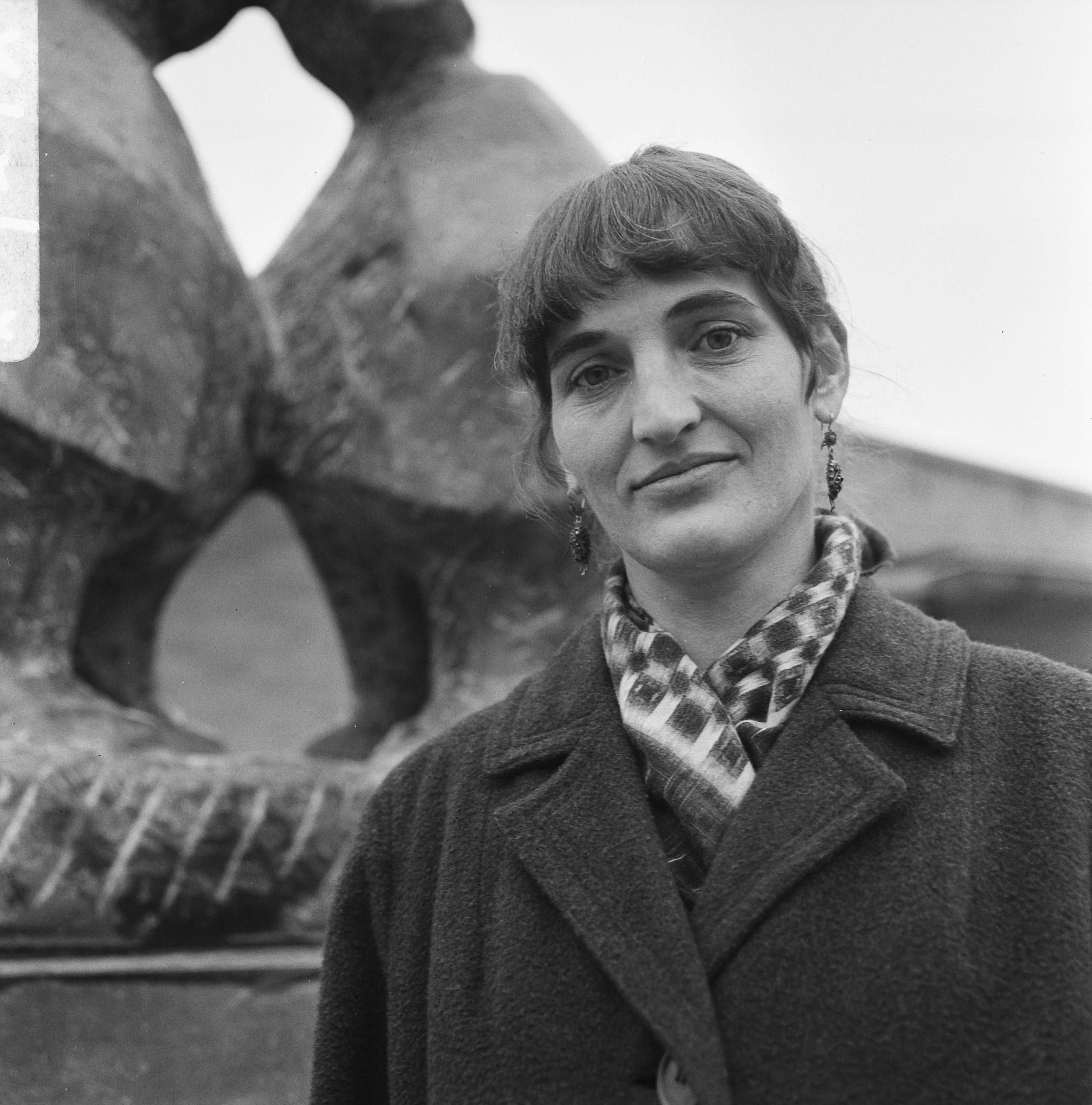
Nel van Lith, 1967

Petronella Huberta „Nel“ van Lith (* 22. November 1932 in Blaricum) ist eine niederländische Bildhauerin.

## Leben
Nel van Lith ist die Tochter des Bildhauers und Medailleurs Hubert van Lith (1908–1977) und der Malerin, Zeichnerin und Bildhauerin Nel Kluitman (1906–1990). Ihre Eltern ließen sich scheiden, als sie fünf Jahre alt war. Sie besuchte die Kunstgewerbeschule Quellinus und studierte von 1951 bis 1956 Bildhauerei an der Rijksakademie van beeldende kunsten in Amsterdam. Ihre Lehrer waren unter anderem Vincent Pieter Semeyn „Piet“ Esser (1914–2004) und Johannes Petrus Wilhelmus „Jan“ Meefout (1915–1993).
Nel van Lith heiratete den Bildhauer Adam Jansma (1929–1965) und ließ sich 1965 von ihm scheiden, bevor er kurz darauf bei einem Verkehrsunfall starb. Ab den frühen 1970er Jahren lebte sie mit ihren fünf Kindern aus dieser Ehe, darunter die spätere Dichterin und Archäologin Esther Jansma (* 1958), allein auf einem alten Bauernhof am Stadtrand in Amsterdam-Zuidoost. Sie arbeitete oft nachts und kümmerte sich tagsüber um ihre Kinder. 1994 zog sie nach Biddinghuizen und später nach Drenthe.

## Künstlerisches Wirken
Nel van Lith arbeitet mit Alabaster, Bronze, Diabas, Belgisch Granit, Holz und Marmor. Ihre Skulpturen sind teils abstrakt, teils figurativ und von den Werken von Jacques Lipchitz, Charlotte van Pallandt und Mari Andriessen inspiriert.
Nel van Lith wurde 1964 oder 1966 Mitglied von Arti et Amicitiae Amsterdam und 1969 im Nederlandse Kring van Beeldhouwers (NKVB) und der Beroepsvereniging van Beeldende Kunstenaars (BBK). 1981 trat sie der C.O.S.A. Centraal Orgaan Scheppend Ambacht Delft und 1992 der Stichting Beeldrecht bei. 1997 wurde sie Mitglied der Kunstenaars Vereniging Flevoland. Zudem wurde sie Mitglied von De Ploegh in Soest.
1967 wurde Nel van Lith der 1. „Lustrumprijs Kunstenaarscentrum Bergen“ (Preis des Künstlerzentrums Bergen) verliehen. Ebenfalls 1967 erhielt sie ein Reisestipendium des „Ministerie van Cultuur, Recreatie en Maatschappelijk Werk“ für eine Studienreise nach Ägypten. Im Jahr 1981 wurde sie mit der Arti-Medaille in Gold der Arti et Amicitiae in Amsterdam ausgezeichnet. 1982 erhielt sie einen Regierungsauftrag, ein Porträt von Königin Beatrix anzufertigen.

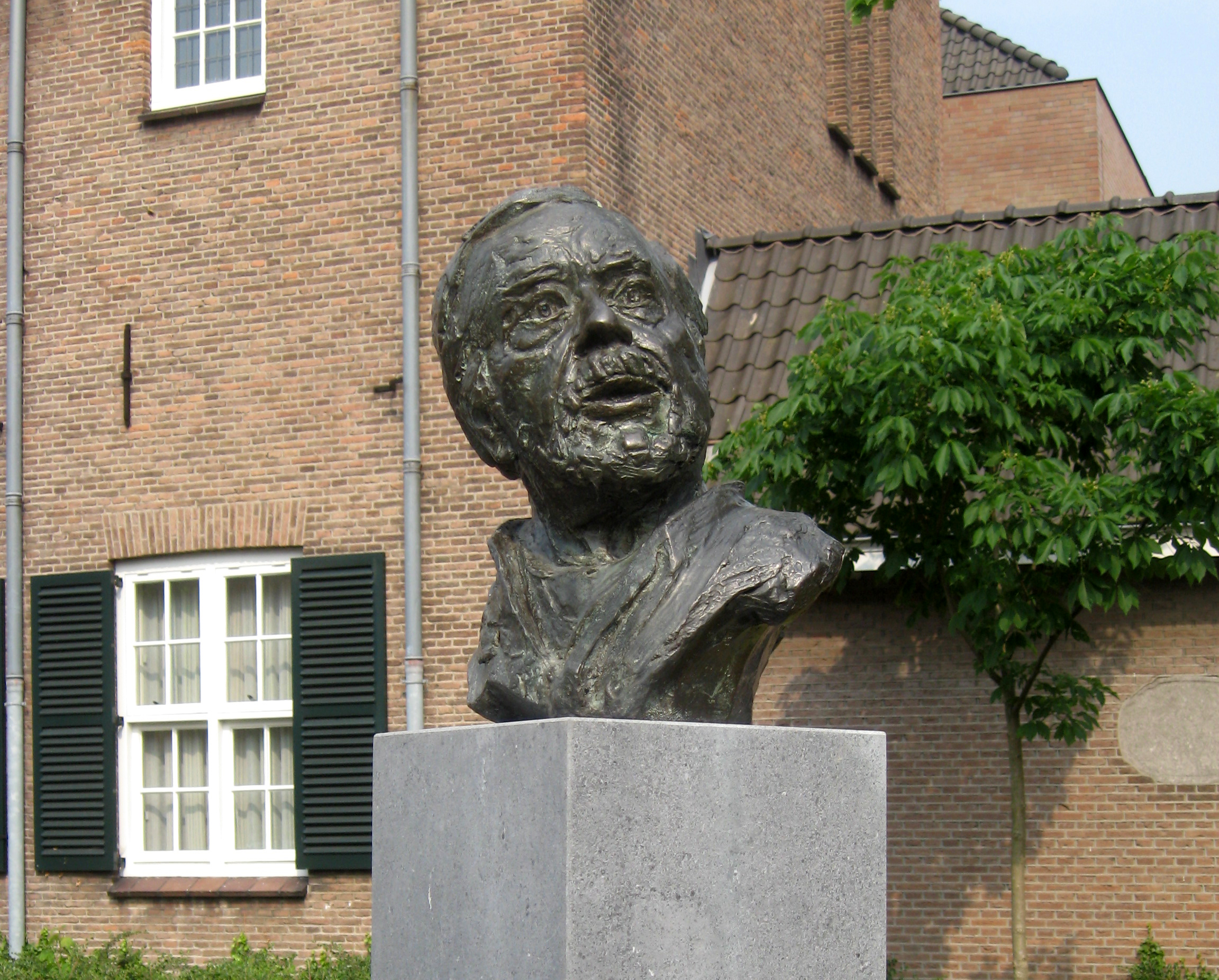
Ton Frenken
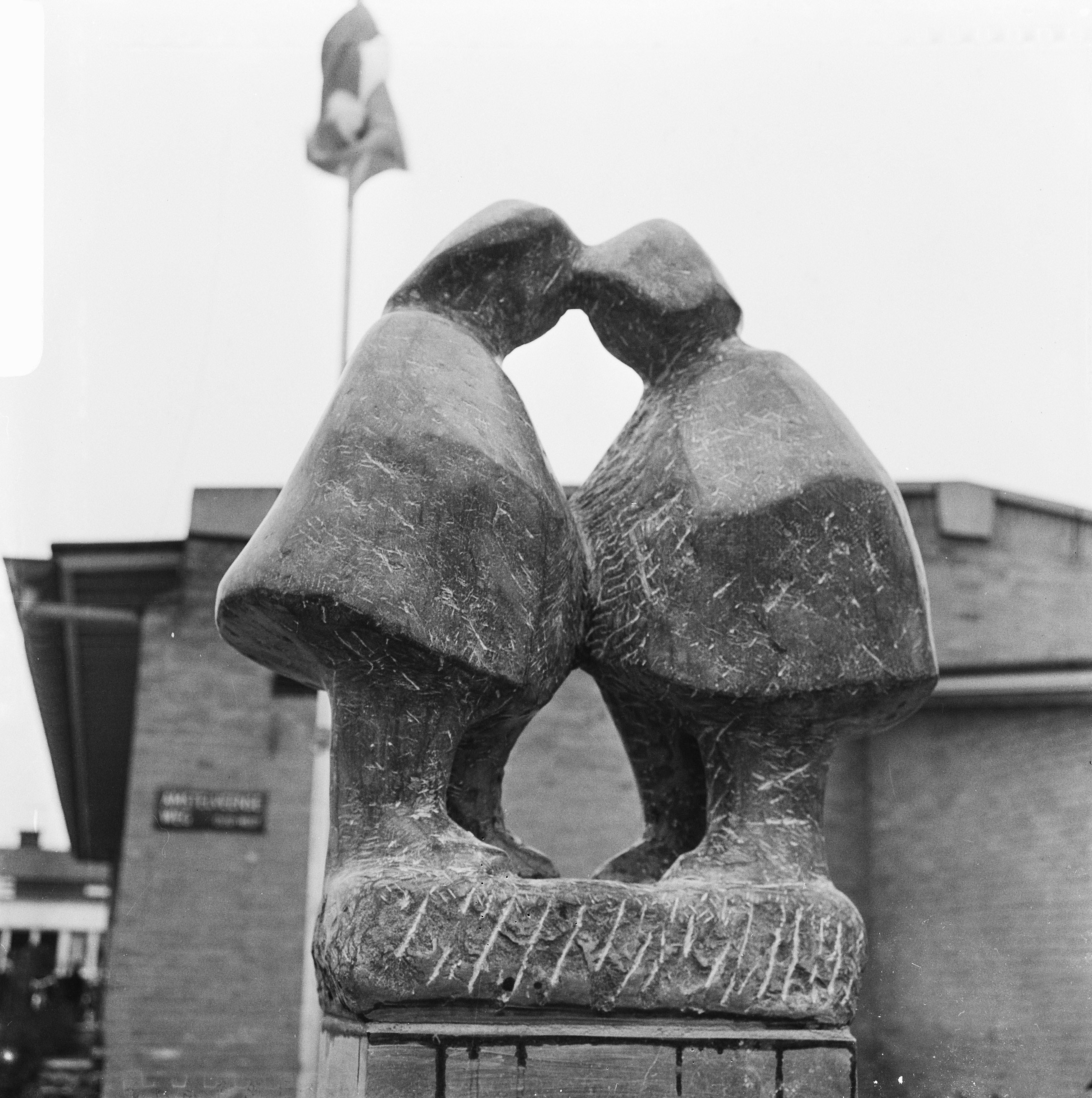
De Tweeling
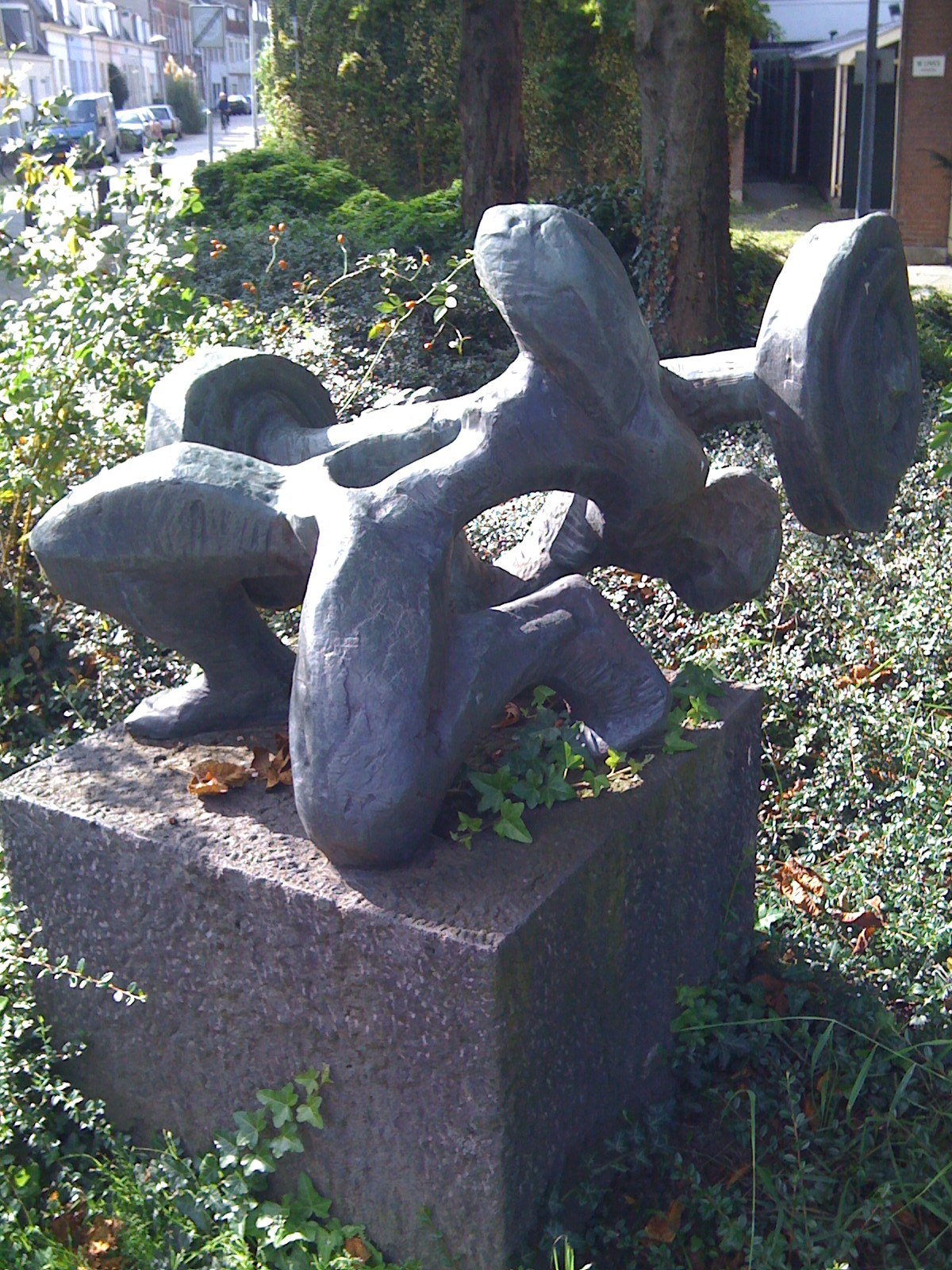
Gewichtheffer
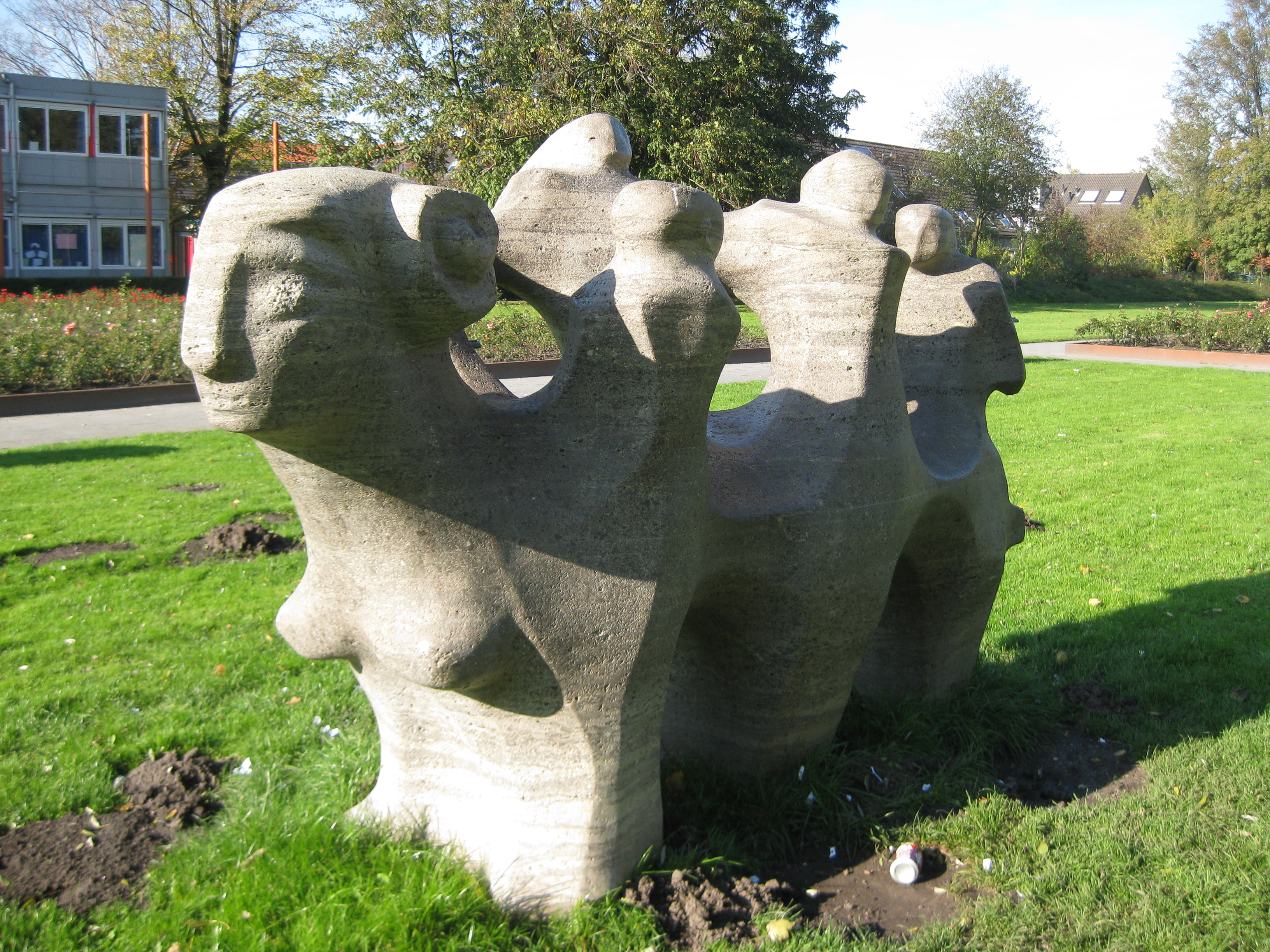
Beest
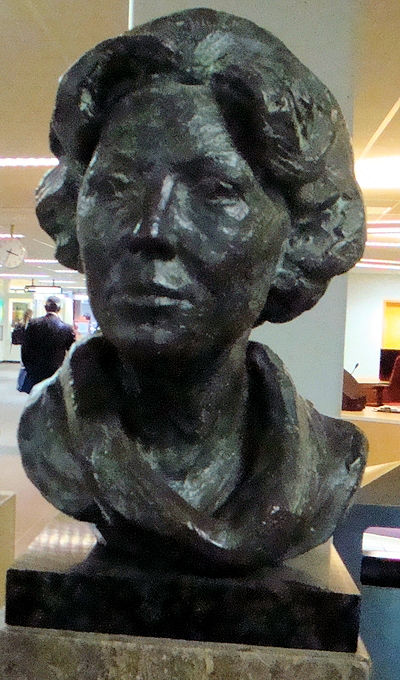
Beatrix

Werke im öffentlichen Raum (Auswahl):
- 1967: De Tweeling, Dronten
- 1969: De gewichtheffer, Bronze, Amsterdam
- 1971: Het beest, Stein und Muschelkalk, Amsterdam-West
- 1972: De gewichtheffer, Bronze, Utrecht
- 1980: Zittende vrouw, Peperino, Amsterdam
- 1983: Oogst, Emmeloord
- 1984: Bronzen kop koningin Beatrix, Bronzebüste, Amsterdam
- 1985: Berlioz, Utrecht
- 1986: Beeldhouwer, Marmor, (2002 als Bronzestatue gegossen, Waterkant, Biddinghuizen)[7]
- 1987: Krijger, Bronze
- 1996: Inkeer
- 1997: Wolk[6]
- Contrafiguren, Stein, Velsen[8]

Werke von Nel van Lith befinden sich unter anderem in Sammlungen des Rijksmuseums Amsterdam, des Stedelijk Museums Amsterdam, des Museums De Beyerd (heute Museum of the Image) in Breda, des Museums Beelden aan Zee in Scheveningen, des Israel-Museums in Jerusalem, des Kröller-Müller Museums in Otterloo und des Henriëtte Polak Museums in Zutphen.

## Ausstellungen (Auswahl)
- 1964: Nederlands Kunstenaars Genootschap, Stedelijk Museum Amsterdam
- 1965: Nederlandse Kring van Beeldhouwers, Stedelijk Museum Amsterdam
- 1966: "een ton d'r op": 100 kunstenaars tegen apartheid, Museum Fodor Amsterdam
- 1966: 5e Intern. Beeldententoonstelling Sonsbeek, Stichting Sonsbeek '49, Arnhem
- 1966: Najaarstentoonstelling, Arti et Amicitiae Amsterdam, Rokin 112,
- 1967: Nederlandse Kring van Beeldhouwers, Stedelijk Museum Amsterdam
- 1969: Vorm van leven, Museum Singer Laren
- 1969: Nederlandse Kring van Beeldhouwers, Stedelijk Museum Amsterdam
- 1969: Nederlandse Beeldhouwkunst 1964–1969, Centraal Museum Utrecht
- 1971: Nederlandse Kring van Beeldhouwers, Stedelijk Museum Amsterdam
- 1972: Nederlandse Kring van Beeldhouwers, Stedelijk Museum Amsterdam
- 1979: Kunsthuis, Fundatie Kunsthuis Amsterdam
- 1980: Kunsthandel A. Vecht Amsterdam, Einzelausstellung
- 1983: Amsterdam koopt kunst: Gemeenteaankopen 1981/1982, Museum Fodor Amsterdam
- 1983: Amsterdam koopt kunst: gemeentelijke kunstaankopen 1981/1982 – II, Museum Fodor Amsterdam
- 1983: Amsterdam koopt kunst: gemeentelijke kunstaankopen 1981/1982 – III, Museum Fodor Amsterdam
- 1983: Amsterdam koopt kunst: gemeentelijke kunstaankopen 1981/1982 – IV, Museum Fodor Amsterdam
- 1983: Amsterdam koopt kunst: gemeentelijke kunstaankopen 1981/1982 – V, Museum Fodor Amsterdam
- 1983: Stuwing, Amsterdamse Kunstenaarsvereniging de Stuwing, Stedelijk Museum Amsterdam
- 1985: Beelden aan de rand van Nijmegen, Tweeling Nijmegen, Galerie De
- 1987: Beemster Beeldenroute
- 1987: Expositie 27, Atelier Biltstraat
- 1992: Aanwinsten 1985-1992, Stedelijk Museum Amsterdam
- 1997: Blijvend in verbeelding: de verwerking van de Tweede Wereldoorlog in de beeldende kunst, Stichting Literatuur & Kunst, Arti et Amicitiae Amsterdam, Zuidhollands Verzetsmuseum Gouda, Rokin 112
- 1997: Voorjaarssalon, Kunstenaars Vereniging Flevoland
- 2000: Kunstkop, Kunstenaars Vereniging Flevoland
- 2000: De voorstelling: Nederlandse kunst in het Stedelijk Paleis, Stedelijk Museum Amsterdam
- 2006: Tijd van oogsten: befaamde beeldhouwers, Akerendam Beverwijk[3]
- 2015: Woorden van steen, Beeldenpark De Havixhorst[5]